# Mosnay
 Mosnay  es una población y comuna francesa, en la región de  Centro, departamento de Indre, en el distrito de Châteauroux y cantón de Argenton-sur-Creuse.

## Demografía
| 498 | 435 | 416 | 429 | 443 | 439 |
| Para los censos de 1962 a 1999 la población legal corresponde a la población sin duplicidades (Fuente: INSEE [Consultar]) |     |     |     |     |     |